# سنت-سوفی-دالیفکس، کبک
سنت-سوفی-دالیفکس (به فرانسوی: Sainte-Sophie-d'Halifax) شهری در منطقه شهری لرابل ناحیه سانتر-دو-کبک در استان کبک کانادا است. در سرشماری سال ۲۰۱۱ این شهر ۶۳۵ نفر جمعیت داشته‌است و مساحت آن ۹۱٫۱۱ کیلومتر مربع است.